# Jonny Buckland
Jonathan Mark Buckland, znany również jako Jon lub Jonny Buckland (ur. 11 września 1977 w Londynie) – gitarzysta grupy Coldplay.

## Życiorys
Urodził się w Londynie, mieszkał tam do 4. roku życia, kiedy to jego rodzina przeniosła się do Mold w północnej Walii. Zainteresowanie muzyką zawdzięcza starszemu bratu, który był fanem „My Bloody Valentine”.
Buckland rozpoczął grę na gitarze w wieku 11 lat, będąc pod wpływem muzyki zespołu „The Stone Roses”. Lekcje gry na gitarze pobierał u lokalnego nauczyciela, znanego jedynie pod pseudonimem „Madigan”. Lekcje pobierał na piętrze sklepu muzycznego ‘Back Alley’ w Mold dzieląc dodatkowo swój czas między studio nagrań w pobliskim Buckley oraz wycieczki do Szwecji na występy. Studiował astronomię i matematykę na uczelni w Londynie, gdzie poznał przyszłych członków grupy Coldplay.
Muzyczny wpływ na Bucklanda wywarli przede wszystkim Ride, George Harrison i Jimi Hendrix. Znany jest z rzadko spotykanych aranżacji oraz gry techniką slide.
Gra na gitarach Fender Jazzmaster, Fender Telecaster i Fender Jaguar.
Buckland wystąpił gościnnie na solowej płycie Slideling Iana McCullocha oraz zagrał wraz z Chrisem Martinem drugoplanowe role w filmie Shaun of the Dead.
Mieszka w Londynie. W 2009 roku poślubił Chloe Lee-Evans, która zajmuje się wytwarzaniem biżuterii. Mają razem dwoje dzieci: urodzoną w 2007 roku Violet i urodzonego w 2011 roku Jonaha.